# El Chavo animado
El Chavo animado, també conegut com a El Chavo Del 8 Serie Animada, és una sèrie de televisió mexicana produïda per Televisa i Ánima Estudios, basada en la sèrie live action El Chavo del Ocho, creada per Roberto Gómez Bolaños, produïda per Televisa Ánima Estudios. Es va emetre a Canal 5, i també es van veure repeticions a Las Estrellas i Cartoon Network Latin America. Es van emetre 134 episodis entre 2006 i 2014 i va comença una pausa.